# جوزوردان الوسط (رقة)
جوزوردان الوسط (بالفارسية: جوزردان وسطی) هي مستوطنة تقع في إيران في قسم رقة الريفي.